# قزلجة غل
قزلجة غل (بالفارسية: قزلجه‌گل) هي قرية تقع في أذربيجان الغربية في إيران. يقدر عدد سكانها بـ 23 نسمة بحسب إحصاء 2016.